# Герб комуни Роннебю
Герб комуни Роннебю (швед. Ronneby kommunvapen) — символ шведської адміністративно-територіальної одиниці місцевого самоврядування комуни Роннебю. 

## Історія
Місто Роннебю отримало герб королівським затвердженням 1883 року. Герб комуни зареєстровано 1974 року. 
Після адміністративно-територіальної реформи, проведеної в Швеції на початку 1970-х років, муніципальні герби стали використовуватися лишень комунами. Тому тепер цей герб представляє комуну Роннебю, а не місто.

## Опис (блазон)
У синьому полі срібний перев'яз справа, вгорі — срібна 6-променева зірка, внизу — такий же півмісяць ріжками праворуч.

## Зміст
Зірка та півмісяць фігурували на печатках міста з XVI ст. Перв'яз означає річку Роннебюон, над якою лежить місто.